# Microchorema larica
Microchorema larica är en nattsländeart som beskrevs av Oliver S. Flint Jr. 1970. Microchorema larica ingår i släktet Microchorema och familjen Hydrobiosidae. Inga underarter finns listade i Catalogue of Life.